# Aretalogie (Religion)
Aretalogie (altgriechisch ἀρεταλογία „Lobpreis der Taten einer Gottheit“) bezeichnet eine Aufzählung der Machttaten und Eigenschaften einer Gottheit.
Im engeren Sinn bezeichnet Aretalogie eine Gattung antiker poetisch-religiöser Texte aus dem hellenistisch-ägyptischen Umfeld. Die überlieferten Aretalogien sind vorwiegend in der ersten Person gehaltene, listenartige Aufzählungen der Eigenschaften und Taten der Gottheit. Bekannte Beispiele dieser Form ist die Epiphanierede der Isis bei Apuleius und die Isis-Aretalogie von Kyme aus dem 1. Jahrhundert:
Isis bin ich, die Beherrscherin des ganzen Landes
…
Ich bin des Kronos älteste Tochter.
Ich bin Weib und Schwester des Königs Osiris.
Ich bin es, die den Menschen Frucht erfunden hat.
Ich bin die Mutter des Königs Horos.
Ich bin es, die im Sternbild des Hundes aufgeht.
…
Ich habe das Recht stärker als Silber und Gold gemacht.
Ich habe festgelegt, dass die Wahrheit als gut anerkannt werde.
Ich habe die Verträge erfunden.
Ich habe den Griechen und den Barbaren die Sprachen verordnet.
Im noch engeren Sinn bezeichnet Aretalogie einen Bericht über ein konkretes, von einer Gottheit bewirktes Wunder, zum Beispiel eine durch Asklepios bewirkte Heilung. Ein frühes Beispiel einer derartigen Votiv-Inschrift ist eine auf der Athener Akropolis gefundene Danksagung an Athene.